# Emmanuel Bigand
 (mars 2014).
Emmanuel Bigand est un enseignant-chercheur français, membre senior de l'Institut universitaire de France depuis 2007, titulaire de la chaire Musique Cognition Cerveau[Où ?].

## Carrière universitaire
Professeur de classe à l'université de Bourgogne (psychologie cognitive), il est directeur du « Laboratoire d'étude de l'apprentissage et du développement » (LEAD - CNRS UMR 5022, Pôle AAFE, Acquisition, Apprentissage, Formation et Education de Dijon). Il est membre senior de l'Institut universitaire de France de 2007 à 2012.

### Laboratoire: le LEAD
Pour l’AÉRES, le LEAD est un laboratoire de pointe dans l’étude de l’apprentissage et du développement. Il développe une réflexion théorique sur la nature des processus cognitifs et il réalise un travail expérimental. Il manifeste une cohérence interne et une productivité scientifique au niveau international dans plusieurs domaines de la psychologie cognitive (apprentissage implicite, mémoire de travail, cognition musicale) .

## Instrumentiste
Emmanuel Bigand est aussi un contrebassiste de niveau professionnel, (Premier prix du conservatoire à rayonnement régional de Versailles et violoncelliste,,,